# Fulgence Muteba Mugalu
Fulgence Muteba Mugalu (Kongolo, República Democrática do Congo, 9 de julho de 1962) é um clérigo congolês e arcebispo católico romano de Lubumbashi.
Fulgence Muteba Mugalu foi ordenado sacerdote em 5 de agosto de 1990 para a diocese de Kongolo.
Em 18 de março de 2005, o Papa João Paulo II o nomeou Bispo de Kilwa-Kasenga. O Bispo de Kalemie-Kirungu, Dominique Kimpinde Amando, o consagrou em 23 de julho do mesmo ano; Os co-consagradores foram o Bispo de Kongolo, Jérôme Nday Kanyangu Lukundwe, e o Bispo de Kolwezi, Nestor Ngoy Katahwa.
O Papa Francisco o nomeou arcebispo de Lubumbashi em 22 de maio de 2021, com posse em 10 de julho do mesmo ano.